# NGC 904
NGC 904 je galaksija u zviježđu Ovan.

## Vanjske poveznice
- SEDS: NGC 904